# ユメミグサ
「ユメミグサ」は、日本のロックバンドであるBLUE ENCOUNTの楽曲、および2020年9月2日にKi/oon Musicから発売された同バンド12枚目のシングル。

## 概要
前作「ポラリス」以来2ヶ月ぶりのシングル。
表題曲「ユメミグサ」は2020年公開の映画『青くて痛くて脆い』の主題歌。
「ユメミグサ」は発売から8か月後の2021年4月に行われた横浜アリーナ2days公演でライブ初披露された。その後のアルバムツアーではアコースティックバージョンで演奏されているため、バンドバージョンで演奏されたのは横浜アリーナ公演のみである。
CDのみの通常盤には表題曲のほか、ライブ映像付きの初回盤の2形態にて発売される。
なお「ユメミグサ」は、8月16日から先行配信された。

## 収録曲

### 初回生産限定盤
| 全作詞・作曲: 田邉駿一。 |                |
| #                        | タイトル       |
| 1.                       | 「ユメミグサ」 |
| 2.                       | 「1％」        |

| 「BLUE ENCOUNT TOUR2019「B.E. with YOU」 |                                     |
| #                                        | タイトル                            |
| 1.                                       | 「#YOLO」(ライブ映像)               |
| 2.                                       | 「HALO」(ライブ映像)                |
| 3.                                       | 「声」(ライブ映像)                  |
| 4.                                       | 「ポラリス」(ライブ映像)            |
| 5.                                       | 「HANDS」(ライブ映像)               |
| 6.                                       | Making of TOUR2019「B.E. with YOU」 |

### 通常盤
| 全作詞・作曲: 田邉駿一。 |                                                              |
| #                        | タイトル                                                     |
| 1.                       | 「ユメミグサ」                                               |
| 2.                       | 「1％」                                                      |
| 3.                       | ポラリス（ TOUR2019「B.E. with YOU」＠Zepp Tokyo2019.11.21） |